# Wasserstraße 80 (Stralsund)

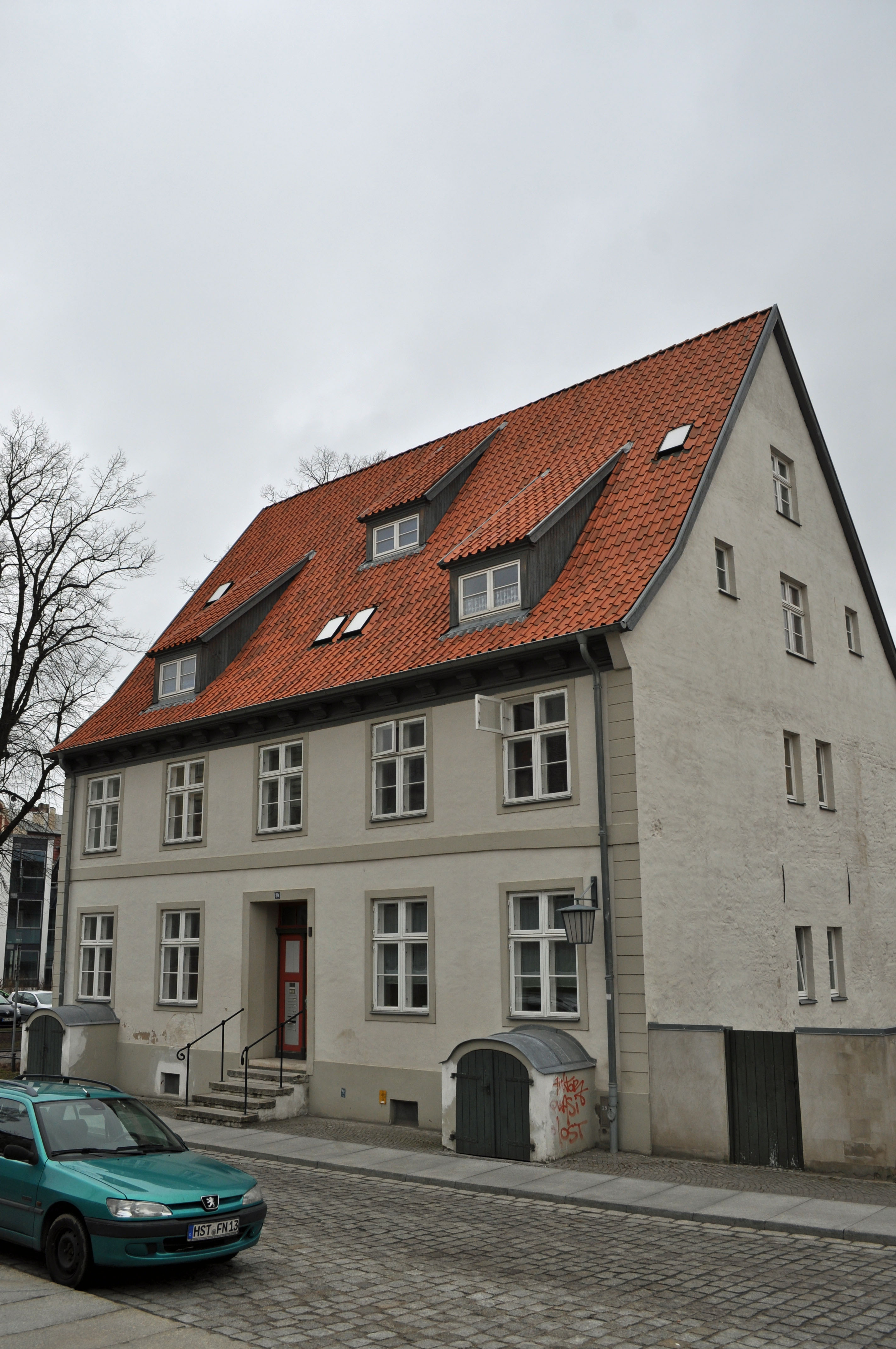
Das Haus Wasserstraße 80 in Stralsund (2012)

Das Gebäude mit der postalischen Adresse Wasserstraße 80 ist ein denkmalgeschütztes Bauwerk in der Wasserstraße in Stralsund.
Der zweigeschossige Putzbau wurde Mitte des 18. Jahrhunderts errichtet. Im Jahr 1896 wurde die fünfte, südliche Achse angefügt.
Der Eingang des Traufenhauses befindet sich in der mittleren Achse. Die Gebäudekanten sind genutet. Ein Gesimsband trennt die Geschosse optisch.
Das Haus liegt im Kerngebiet des von der UNESCO als Weltkulturerbe anerkannten Stadtgebietes des Kulturgutes „Historische Altstädte Stralsund und Wismar“. In die Liste der Baudenkmale in Stralsund ist es mit der Nummer 796 eingetragen.